# Forcella di Bura
La Forcella di Bura è un passo stradale posto a 884 m di altitudine, che mette in comunicazione Gerosa in Val Brembilla con Peghera in Val Taleggio, entrambi in provincia di Bergamo. Prende il nome dal paesino di Bura, località di Val Brembilla, situato in prossimità del passo.